# Anti-Nowhere League
Anti-Nowhere League és un grup anglès de punk rock format l'any 1979 pel cantant Animal (Nick Culmer), el guitarrista Magoo (Chris Exall), Bones (Tony Shaw) a la bateria i Chris Elvy al baix.

## Història
Anti-Nowhere League va tocar per primera vegada al Chaos Show del St Mark's Hall de Royal Tunbridge Wells el 31 de març de 1980, i aquell mateix any van signar amb el segell discogràfic de John Curd WXYZ Records.
El novembre de 1981 es va publicar el seu primer senzill, una versió de la cançó «Streets of London» de Ralph McTell. El senzill va arribar al número 48 a la UK Singles Chart i va romandre cinc setmanes a la llista. La cara B del senzill, «So what», es va convertir més endavant en l'himne del grup, tot i que les còpies d'aquest senzill van ser confiscades al distribuïdor independent Pinnacle per la Metropolitan Police's Obscene Publication Squad poc després de la seva publicació.
El 1982 Anti-Nowhere League va publicar el seu àlbum de debut, We Are... The League que va arribar al número 24 a la UK Albums Chart i va romandre onze setmanes a la llista. El mateix any el grup va viatjar a Iugoslàvia per a gravar un àlbum en directe titulat Live In Yugoslavia.
El 1987 Anti-Nowhere League es va dissoldre amb un concert de comiat al Victoria Hall de Royal Tunbridge Wells, el 1989, que es va gravar i comercialitzar com a àlbum en directe amb el nom de Live Animals.
El 1992 Metallica va convidar Nick «Animal» Culmer al Wembley Arena per a cantar la seva versió de «So what». Animal ho va explicar així: «Mentre feia temps a la vora de l'escenari esperant per a pujar, de sobte em vaig adonar que estava a punt de plantar-me davant de 10.000 espectadors que no em coneixien i cantar una cançó que ja no recordava. Tot el que em passava pel cap era "escapa, vell imbècil!"».
El 2006, el grup va crear el seu propi segell discogràfic independent, Nowhere Records; amb Pig Iron - The Album com a primer llançament a l'agost de 2006. L'àlbum incloïa les dues cançons omeses de l'àlbum Kings and Queens, així com «Landlord», extreta de l'àlbum Out Of Control . El mateix any, Anti-Nowhere League va dur a terme una gira de vint-i-nou concerts al Regne Unit. El 8 de novembre de 2006 va començar una gira de tres setmanes per Austràlia i Nova Zelanda. El 26 d'octubre es va unir a Angelic Upstarts, Sham 69 i The Damned per al 30th Anniversary of Punk al Shepherd's Bush Empire de Londres.
El 2011 va gravar el senzill «This Is war» i el videoclip que l'acompanya, que va anar seguit d'una gira amb U.K. Subs com a teloners de Motörhead al Regne Unit. Al Download Festival de 2012, la banda va aparèixer a l'escenari de Pepsi Max hores abans que Metallica omplis l'escenari principal com a caps de cartell. El 2017 va gravar i publicar una col·lecció de versions clàssiques de reggae amb el títol de League Style, Loosen Up Vol I.

## Discografia
- We Are…The League (1982)
- The Perfect Crime (1987)
- Scum (1997)
- Kings and Queens (2005)
- The Road to Rampton (2007)
- We Are...The League...Un-cut (2014)
- The Cage (2016)
- League Style (2017)[10]